# Елховский сельсовет (Оренбургская область)
Елховский сельсовет — муниципальное образование в Бузулукском районе Оренбургской области.
Административный центр — село Елховка.

## Административное устройство
В состав сельского поселения входят 3 населённых пункта:
- село Елховка,
- село Воронцовка,
- посёлок Алексеевка.